# سپیدار آمریکایی
سپیدار آمریکایی (نام علمی: Populus tremuloides) یک درخت برگ‌ریز است که در مناطق سردتر آمریکای شمالی بومی است و یکی از چندین گونه‌ای است که با نام رایج سپیدار (aspen) اشاره می‌شود. معمولاً به آن سپیدار لرزان، سپیدار آمریکایی، سپیدار کوهستانی یا طلایی، صنوبر سفید و همچنین با نام‌های دیگران می‌گویند. درختان با ستون‌های بلند تا ۲۵ متر با پوست‌های صاف و سفید و خراش‌های سیاه‌رنگ دارند. برگ‌های سبز درخشان، در زیر، به رنگ زرد، به ندرت قرمز (در پاییز) می‌شوند. این گونه اغلب از طریق ریشه‌های خود برای تشکیل باغ‌های گروهی بزرگ که از یک سیستم ریشه مشترک به وجود می‌آیند، گسترش می‌یابد. این ریشه‌ها زمین‌ساقه نیستند، زیرا رشد جدید از جوانه‌های تصادفی در سیستم ریشه اصلی (ورت) رشد می‌کند.

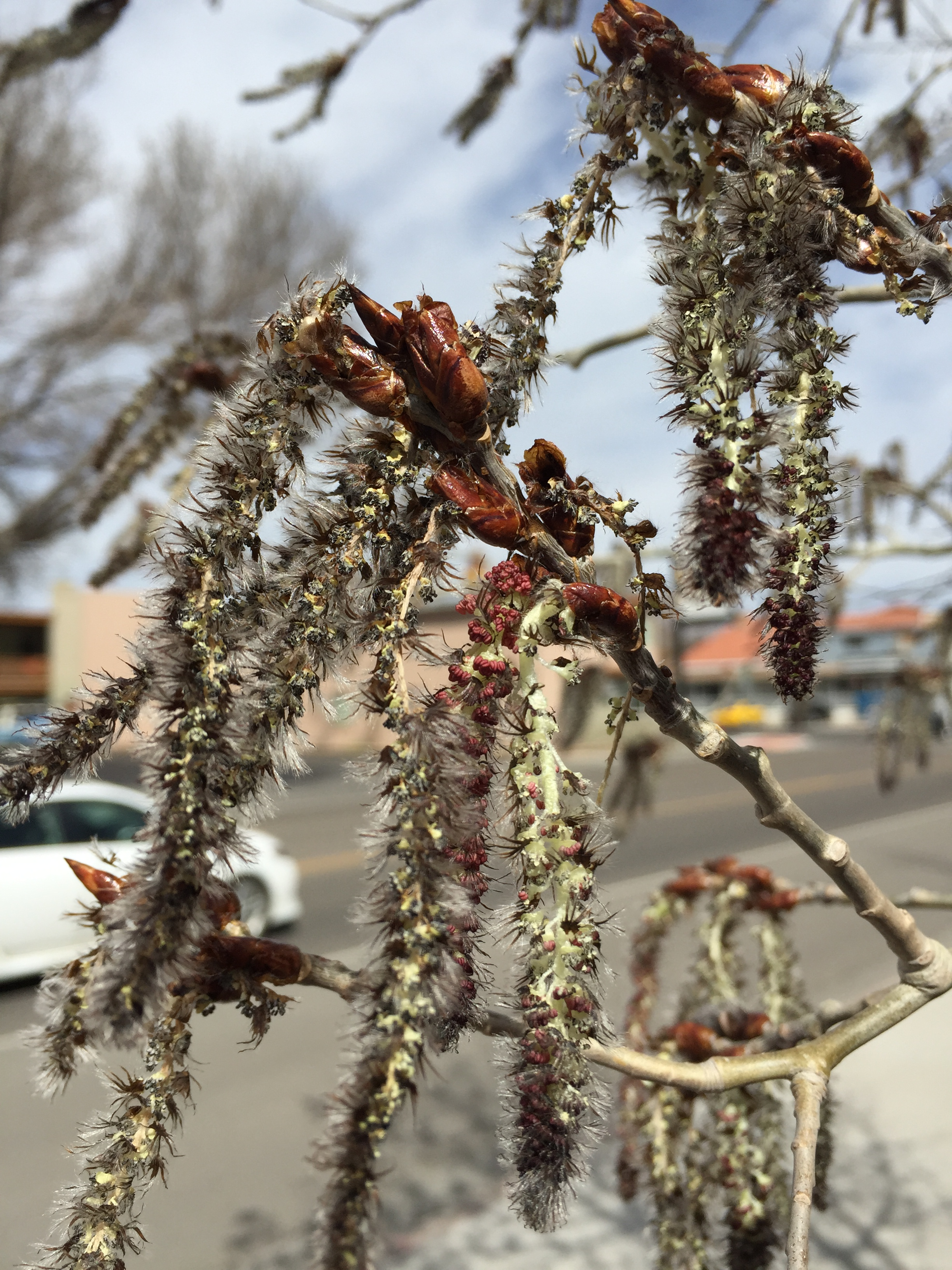
گل‌آذین سپیدار در بهار